# 昌清院

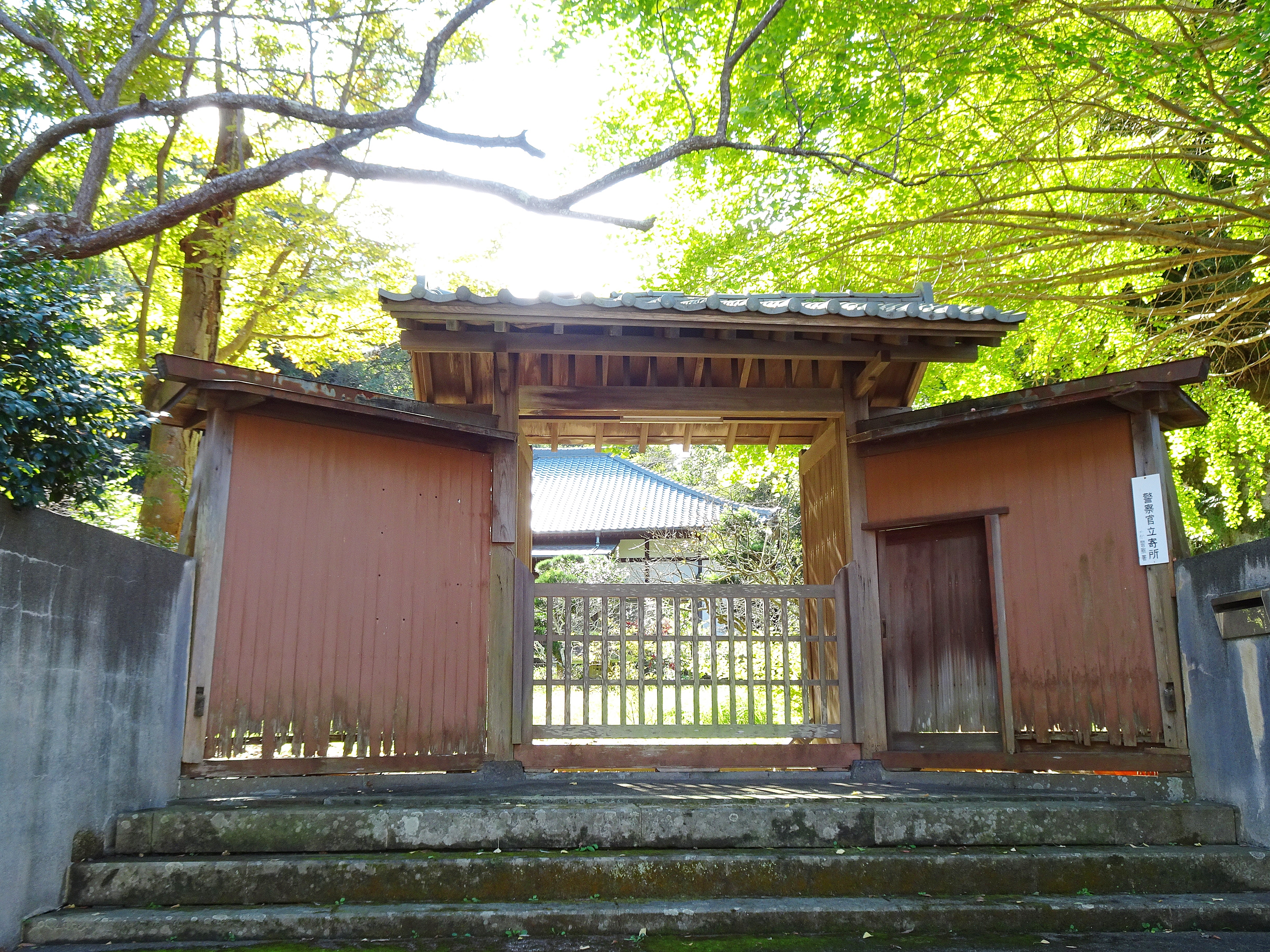
昌清院の山門

昌清院（しょうせいいん）は、神奈川県鎌倉市にある臨済宗円覚寺派の寺院。

## 歴史
創建については諸説ある。『新編武蔵風土記稿』によれば、1597年（慶長2年）寂の以足徳満の開山。1369年（応安2年）寂の無礙妙謙坐像の胎内銘文によれば、この無礙妙謙こそが開山としている。円覚寺塔頭如意庵の末寺である。
なお、時代は不詳であるが、興宗■鏡（■は解読不能）によって中興された。興宗■鏡は近くに十王堂（現存せず）を建てたという。

## 特別緑地保全地区
昌清院は特別緑地保全地区に指定されている（2002年4月30日指定、面積0.8ヘクタール）。

## 交通アクセス
- 湘南町屋駅より徒歩11分。